# Mario Kart World
Mario Kart World é um jogo de corrida de kart de 2025 desenvolvido e publicado pela Nintendo para o Nintendo Switch 2. Assim como nos jogos anteriores da série Mario Kart, os jogadores controlam personagens da franquia Mario enquanto competem entre si em corridas. World introduz um modo e design de mundo aberto, técnicas de pilotagem fora de estrada, um modo de eliminação e trajes desbloqueáveis para os personagens jogáveis. As corridas comportam até 24 jogadores, o dobro dos títulos anteriores da série.
Mario Kart World entrou em desenvolvimento em 2017 para o Nintendo Switch, pouco antes do lançamento de Mario Kart 8 Deluxe, mas a produção foi transferida para o Switch 2 em 2020 devido a limitações de hardware. O título Mario Kart World foi escolhido em vez de Mario Kart 9 para refletir uma "nova abordagem". A trilha sonora, composta por uma equipe liderada por Atsuko Asahi, conta com mais de 200 faixas, incluindo rearranjos de temas de toda a franquia Mario.
A Nintendo anunciou Mario Kart World em abril de 2025. O jogo foi lançado em 5 de junho de 2025, como um dos jogos de lançamento do Switch 2. Recebeu avaliações geralmente positivas, com elogios à jogabilidade e ao refinamento da fórmula da série, mas críticas aos elementos de mundo aberto.

## Jogabilidade
Mario Kart World é umjogo de corrida de kart. Assim como nos jogos anteriores da série Mario Kart, os jogadores competem entre si controlando personagens da franquia Mario em diferentes karts. O jogo apresenta 50 personagens jogáveis; 24 deles possuem trajes alternativos desbloqueáveis que podem ser adquiridos ao comer lanches durante as corridas, enquanto a maioria dos demais personagens aparece como obstáculos nas pistas do jogo. O jogo suporta até 24 jogadores simultaneamente, o dobro dos títulos anteriores da franquia, e inclui recursos como design de mundo aberto, modo de exploração livre, segmentos off-road, corridas aquáticas, trilhos de grind e saltos em paredes.
Diferente dos jogos anteriores da série, o modo Grand Prix não consiste em quatro corridas separadas; em vez disso, os jogadores devem dirigir até cada pista dentro do mundo do jogo. Fora do Grand Prix, é possível disputar corridas tradicionais de três voltas, como nos títulos anteriores da franquia. Algumas pistas clássicas da série foram reimaginadas para se adequar ao novo design de mundo aberto e incorporam transições de dia e noite. Além disso, um novo modo chamado *Knockout Tour* foi introduzido: os 24 jogadores participam de uma única corrida longa que percorre o mundo do jogo, com quatro eliminações a cada um dos seis pontos de controle intermediários.
O Modo Batalha retorna dos jogos anteriores; nele, os jogadores tentam estourar os balões uns dos outros no modo *Balloon Battle* ou coletar o maior número de moedas no modo *Coin Runners*. O "Modo Espelho", que inverte horizontalmente os circuitos, também está presente.
Outro novo modo chamado *Free Roam* foi incluído em World; os jogadores podem dirigir livremente até qualquer local, inclusive áreas off-road e fora das pistas. O modo apresenta diversas missões, como encontrar colecionáveis, e permite aos jogadores tirar fotos do seu personagem escolhido. Rebekah Valentine, escrevendo para a IGN, comparou o modo ao jogo Forza Horizon (2012), um título de corrida em mundo aberto.

## Desenvolvimento
A Nintendo começou a criar protótipos de Mario Kart World para o Nintendo Switch em março de 2017, pouco antes do lançamento de Mario Kart 8 Deluxe. No final daquele ano, a divisão Nintendo Entertainment Planning & Development iniciou oficialmente o desenvolvimento do jogo. Kosuke Yabuki, produtor da série, desejava que a nova entrada inovasse na fórmula tradicional de jogabilidade da franquia com um mundo aberto, já que considerava que a fórmula clássica havia sido aperfeiçoada em Mario Kart 8 Deluxe. O título Mario Kart World foi escolhido em vez de Mario Kart 9 desde os estágios iniciais, com a intenção de representar uma abordagem completamente nova. A maioria dos novos personagens jogáveis também aparece como obstáculos nas pistas do jogo. Segundo o diretor de arte Masaaki Ishikawa, um dos designers fez um esboço de uma vaca da pista Moo Moo Meadows dirigindo um caminhão, o que levou muitos dos demais obstáculos do percurso a se tornarem "NPCs condutores".
Em 2020, o desenvolvimento foi transferido para o Nintendo Switch 2 após surgirem dificuldades em otimizar um jogo de corrida em mundo aberto com suporte para 24 jogadores no hardware original do Switch. As especificações técnicas do Switch 2 estavam começando a se definir, o que permitiu à equipe expandir suas ideias.
O conteúdo adicional "Booster Course Pass" de Mario Kart 8 Deluxe também foi concebido nessa época, como uma solução provisória para que o desenvolvimento de World pudesse ser estendido.

### Trilha sonora
A trilha sonora foi composta pela equipe musical da Nintendo, liderada por Atsuko Asahi, que também trabalhou na música de Mario Kart 8 (2014). Ela foi acompanhada por Maasa Miyoshi, Takuhiro Honda e Yutaro Takakuwa. Pela primeira vez na série, a Nintendo colaborou com compositores externos para arranjos de partes da trilha, incluindo integrantes da banda de jazz fusion Dezolve. Além disso, Satoshi Bandoh e Masato Honda, da banda T-Square, contribuíram com gravações adicionais de bateria e instrumentos de sopro, respectivamente.
Mario Kart World introduziu transições musicais dinâmicas, adaptadas ao progresso do jogador em diversos modos de jogo. Segundo Asahi, os temas das pistas foram compostos com introduções e encerramentos dedicados, a fim de criar transições suaves entre faixas no modo *Knockout Tour*, onde os jogadores competem continuamente por múltiplos ambientes. A música foi estruturada para aumentar a expectativa à medida que os corredores se aproximam de cada pista, gerando uma experiência semelhante a um medley. Para modos mais abertos como o *Free Roam*, a equipe implementou um sistema conhecido internamente como "jukebox", que seleciona e executa automaticamente faixas de uma extensa biblioteca de arranjos. Foram criadas mais de 200 versões originais para esse sistema, muitas das quais são novas interpretações de temas de jogos anteriores da franquia Mario.

## Lançamento
Em 16 de janeiro de 2025, a Nintendo anunciou oficialmente o Nintendo Switch 2 com imagens de Mario Kart World. Críticos compararam o estilo artístico do jogo ao de Super Mario Bros. Wonder e The Super Mario Bros. Movie, ambos lançados em 2023. Durante uma apresentação do Nintendo Direct em 2 de abril de 2025, a Nintendo revelou oficialmente o título Mario Kart World e divulgou seu primeiro trailer. A Nintendo anunciou que o jogo seria vendido por US$79,99, vinte dólares a mais do que o preço padrão de jogos para o Switch original e acima do valor usual de edições padrão de jogos AAA. O preço gerou controvérsia. Em 17 de abril de 2025, a Nintendo realizou uma apresentação dedicada chamada *Mario Kart World Direct*, com mais detalhes sobre o jogo. Mario Kart World foi lançado na maioria das regiões em 5 de junho de 2025, simultaneamente ao lançamento do Nintendo Switch 2. Este é o primeiro jogo da série Mario Kart a ser lançado como um título de lançamento de um console da Nintendo.

## Recepção
Mario Kart World recebeu avaliações "geralmente favoráveis", com uma média de 87 de 100 no site agregador de críticas Metacritic, com base em 86 análises. Segundo o OpenCritic, 97% dos críticos recomendaram o jogo, que também obteve uma média de 87 entre os "top critics".
Logan Plant, do site IGN, elogiou a jogabilidade refinada, os controles precisos, a trilha sonora "celebrativa", as novas mecânicas e o modo Knockout Tour. Contudo, criticou limitações do modo multijogador online, decisões de design relacionadas à interface e desbloqueáveis, além da execução "irregular" do modo de exploração livre, embora tenha demonstrado otimismo quanto a futuras atualizações. O Destructoid considerou o título um "marco de excelência" e afirmou que ele "pode ser o melhor jogo da franquia Mario Kart", destacando positivamente a exploração em mundo aberto, o conteúdo desbloqueável e o modo Knockout Tour. Já o PCMag descreveu o jogo como "um salto geracional para a série". O GameSpot elogiou os novos recursos e elementos de jogabilidade, mencionando a versão da pista Rainbow Road como "uma das melhores de todos os tempos". Keza MacDonald, do jornal The Guardian, destacou a seleção de personagens jogáveis como "ampla e absurda".
Parte da crítica apontou como negativa a ausência de modo cooperativo local na modalidade "exploração livre" (free roam), funcionalidade que havia sido inicialmente reportada como parte do jogo.

### Vendas
A revista japonesa Famitsu informou que Mario Kart World vendeu 782.566 cópias físicas no Japão durante seus quatro primeiros dias. Em 15 de junho de 2025, o jogo já havia vendido 917.466 cópias físicas no país.
De acordo com o analista da Circana Mat Piscatella, o jogo foi adquirido junto a cerca de 79% das 1,1 milhões de unidades do Switch 2 vendidas nos Estados Unidos durante a semana de lançamento, o que equivale a aproximadamente 869 mil cópias físicas.
Na Espanha, o jogo vendeu cerca de 95 mil cópias. Mario Kart World também se tornou o jogo mais vendido da Nintendo eShop.